# Microcontador de programa
El microcontador de programa es un registro que permite realizar el secuenciamiento dentro del microcódigo. Contiene la posición de la siguiente microoperación a ejecutar en el microcódigo. Podríamos decir que el microPC, dentro de la U.C. es al microprograma formado por microinstrucciones como el registro PC, dentro de la U.P. es al programa de usuario formado por instrucciones máquina.
- Datos: Q9032380